# Blanche Thebom
Blanche Thebom (ur. 19 września 1915 w Monessen, zm. 23 marca 2010 w San Francisco) – amerykańska śpiewaczka operowa (mezzosopran). Należała do pierwszej generacji amerykańskich śpiewaków i śpiewaczek operowych, którzy zrobili międzynarodową karierę. Występowała przez 22 lata w Metropolitan Opera w Nowym Jorku. Magazyn Opera News określił ją jako: „Ambitna piękność z aksamitnym, lekko ziarnistym mezzosopranem dramatycznym, Thebom jest stworzona dla opery: dominuje na scenie z elegancją, dyscypliną i wyniosłością śpiewaczki operowej starej szkoły, delektując się możliwością odgrywania ról femmes du monde takich jak Maryna Mniszchówna w Borysie Godunowie, Herodiada i Dalila”.
Repertuar Blanche Trebom obejmował szeroki zakres ról od utworów Händla i Mozarta do Verdiego i Debussy'ego, jednak najbardziej znana była z występów w operach Wagnera. Szczególnie była kojarzona z dwiema rolami wagnerowskimi: Fricki w Walkirii i Brangieny w Tristanie i Izoldzie. W sławnym londyńskim nagraniu Tristana i Izoldy z 1952, w którym orkiestrą dyrygował Wilhelm Furtwängler, a wraz z nią wystąpili Kirsten Flagstad i Ludwig Suthaus, znakomicie wykonała partię Brangeny. Oprócz kilku innych nagrań, wystąpiła również w dwóch filmach: Irish Eyes Are Smiling (1944) i wraz z Mario Lanza w Wielkim Caruso (1951).
Po zakończeniu kariery w 1967, kierowała przez 6 lat operą w Atlancie. Następnie uczyła śpiewu zarówno prywatnie, jak i na wydziałach muzycznych uniwersytetów w Arkansas i San Francisco. Była współtwórcą Opera Arts Training Program of the San Francisco Girls Chorus i zasiadała w zarządzie Metropolitan Opera przez prawie 40 lat.

## Życiorys
Zadebiutowała w Metropolitan Opera jako Fricka w grudniu 1941 roku. W Akademii Muzycznej w Filadelfii po raz pierwszy wystąpiła w listopadzie 1944 jako Brangiena w Tristanie i Izoldzie. Była pierwszą amerykańską śpiewaczką, która wystąpiła na scenie Teatru Bolszoj w Moskwie. Zmarła 23 marca 2010 roku w wieku 94 lat. Posiada swoją gwiazdę na Hollywoodzkiej Alei Gwiazd.